# V9 (読売ジャイアンツ)
V9（ブイ ナイン、ブイ きゅう、ブイ く）とは、読売ジャイアンツが1965年（昭和40年）から1973年（昭和48年）まで、9年間連続してプロ野球日本シリーズを制覇したことである。この期間をV9時代ともいう。

## 概要
巨人の第3次黄金時代かつ、究極の栄光期とも称される。
1961年（昭和36年）に就任した川上哲治監督のもと、王貞治・長嶋茂雄というスーパースター（いわゆるON砲）に加え、森昌彦・柴田勲・黒江透修・高田繁・土井正三といった名選手や、堀内恒夫・高橋一三・城之内邦雄といった球史に名を残す投手が揃い、バッテリー、内野、外野と全てにおいて選手配置が適した「精密機械」のような守りチームだった。
日本におけるスモールベースボールの先駆けとなった。
このV9の時期はまた、日本の高度経済成長期とほぼ重なり、その終焉もオイルショックによるそれの終焉と同時期であった。このことから、時代を象徴する出来事の一つとして語られることも多い。
1960年代前半に普及したテレビ中継とともに巨人は爆発的な人気を獲得し、「子供の好きなものといえば『巨人・大鵬・卵焼き』」という言葉ができるなど、V9が始まる前に社会現象となっていた（なお、アンチ巨人は「大人の好きなものは西鉄・柏戸・ふぐちり（あるいは大洋・柏戸・水割り）」とのことである）。
|     | 1965     | 1966     | 1967     | 1968     | 1969     | 1970     | 1971     | 1972     | 1973     |
| --- | -------- | -------- | -------- | -------- | -------- | -------- | -------- | -------- | -------- |
| 1位 | 巨人     | 巨人     | 巨人     | 巨人     | 巨人     | 巨人     | 巨人     | 巨人     | 巨人     |
| 2位 | 中日     | 中日     | 中日     | 阪神     | 阪神     | 阪神     | 中日     | 阪神     | 阪神     |
| 3位 | 阪神     | 阪神     | 阪神     | 広島     | 大洋     | 大洋     | 大洋     | 中日     | 中日     |
| 4位 | 大洋     | 広島     | 大洋     | サンケイ | 中日     | 広島     | 広島     | ヤクルト | ヤクルト |
| 5位 | 広島     | 大洋     | サンケイ | 大洋     | アトムズ | 中日     | 阪神     | 大洋     | 大洋     |
| 6位 | サンケイ | サンケイ | 広島     | 中日     | 広島     | ヤクルト | ヤクルト | 広島     | 広島     |

| 1965年 | 巨人 | 4-1 | ○ | ○ | ○ | ● | ○ |   | 南海   |
| 1966年 | 巨人 | 4-2 | ○ | ● | ○ | ○ | ● | ○ | 南海   |
| 1967年 | 巨人 | 4-2 | ○ | ○ | ○ | ● | ● | ○ | 阪急   |
| 1968年 | 巨人 | 4-2 | ● | ○ | ○ | ○ | ● | ○ | 阪急   |
| 1969年 | 巨人 | 4-2 | ○ | ● | ○ | ○ | ● | ○ | 阪急   |
| 1970年 | 巨人 | 4-1 | ○ | ○ | ○ | ● | ○ |   | ロッテ |
| 1971年 | 巨人 | 4-1 | ○ | ● | ○ | ○ | ○ |   | 阪急   |
| 1972年 | 巨人 | 4-1 | ○ | ○ | ● | ○ | ○ |   | 阪急   |
| 1973年 | 巨人 | 4-1 | ● | ○ | ○ | ○ | ○ |   | 南海   |

## 特徴
第2次黄金時代を築いた水原茂の後を継いで監督に就任した川上は、選手個々の実力よりも、ドジャースの戦法を導入したりしたことに代表されるように、他球団に先んじてチームプレーを導入することを優先し、1965年よりV9を達成した。川上監督の下には自己のチームデザインを実行する牧野茂などのスタッフと豊富な戦力が脇を固めていた。
V9の期間中、巨人は9シーズン連続でセ・リーグの最多チーム得点であったが、巨人のチーム失点がセ・リーグ最少となったのは1966年だけである。個人タイトルから見ても、V9の期間中は最多本塁打と最多出塁数（1967年より表彰）を王が独占したほか、最多打点も王と長嶋の2人が占め（王が6回、長嶋が3回）、首位打者（王が4回、長嶋が2回）、最多盗塁（柴田が4回、高田が1回）を含めた43タイトル中、36タイトルを巨人の選手が獲得している。
ただし、この当時の巨人は1990年代以降の巨人にみられるFA制度で選手をかき集めた重量級打線ではなく、1番・2番とクリーンナップで点をとり、あとはその点を守備で徹底して守る、いわゆるスモールベースボールであった。V9期間中に規定打席に到達しての打率3割は王・長嶋以外誰も記録できず、本塁打数30本以上を記録したのも王（9回）と長嶋（3回）の2人だけであった。
一方、当時は先発ローテーションが確立しておらず、セ・リーグの他球団のエースが先発、抑えの区別なく巨人戦中心に登板することが当然であったが、投手タイトルは最優秀防御率と最多勝利のタイトルそれぞれ2回ずつの獲得（投票で選ばれる最優秀投手（1967年より表彰）は3回獲得している）にとどまった。V9時代のエースだった堀内恒夫も、当時は自分と高橋一三しかいなかったと語っており、この2人が先発した2日後にはリリーフで登板するなど、フル回転でチームに貢献した。
9年間を通じて、日本シリーズで第7戦までもつれこんだことは一度もなかったが、逆に無傷の4勝もなかった。4勝1敗（V1、V6からV9）または4勝2敗（V2からV5）で日本一を達成している。第3戦までで必ず3勝あるいは2勝1敗と勝利数が先行していた（V8を除き第3戦は必ず勝利している。そして、第4戦以降は一度も勝ち数で並ばれることはなかった。）また、V1～V6までは「3勝目を挙げた次戦」（王手をかけた直後の試合）は6年連続敗れており、この期間前の1958年のV逸・1961年の日本一・1963年の日本一まで含めると9連敗となっていた。
なお、1960年代の最初の5年間は、ホームゲームでの勝敗は拮抗していた（7勝6敗）が、最後の4年間では10連勝しており、これは2018年の日本シリーズにおいて福岡ソフトバンクホークス（12連勝）に更新されるまで日本シリーズにおける同一チームのホームゲーム最多連勝記録であった。

## V9以後
9連覇を後押しした一因として、1965年（V9が始まった年）より戦力均衡化を意図し導入されたドラフト制度があげられる。左翼手高田繁・エース堀内恒夫（この2人と関本四十四がV9期間中に最優秀新人を獲得）などを初期に獲得したことでV9メンバーが固定化されたが、反面若手の突き上げがないに等しく、V9時代のレギュラー、特に野手の入れ替えはほとんどなかったため、V9達成時はレギュラーメンバーのほとんどがベテラン選手であった。そのため1970年代に入ると、徐々に主力選手の高齢化による衰えが見え始め、同時に大洋・広島・ヤクルトにもドラフトの効果が徐々に現れてきたことも相まって、チームの勝率も徐々に低下。末期の1973年シーズンは前述通り、混戦となって、最終的には勝率.524だった。
翌1974年には中日の優勝を許し、V10はならなかった。しかしながら順位は2位も、優勝した中日とはシーズン終わってゲーム差はなしであった。この年を最後に川上が監督を勇退し、同時に長嶋・黒江・森も現役を引退した（長嶋はそのまま監督に就任し、黒江はコーチに就任、森は解説者に転身した）。長嶋が監督に就任した翌1975年は、一転して球団史上初となるシーズン最下位に転落した。やはり第一要因は長嶋自身の穴であり、張本勲の大型トレードや、外国人枠を起用で解決することとなった。1976年・1977年にリーグ2連覇を達成したが日本シリーズはいずれも阪急に敗退し、翌1978年にはV9初期メンバーの広岡達朗監督率いるヤクルトとの優勝争いに敗れた。
V9メンバーからプロ野球監督になった者が多いのも特徴的で、巨人以外の監督も含めると10人以上が挙げられる。独自の管理野球でチームを率いてヤクルトスワローズを球団初の日本一に導いた広岡達朗、川上野球を受け継ぎ1990年代の西武黄金時代を築いた森祇晶（昌彦より改名）、川上野球からの脱却を図った長嶋茂雄、攻撃野球を目指し後の福岡ソフトバンクホークス黄金時代の土台を築いた王貞治、守備優先のチームを作った土井正三・高田繁、「史上最強打線」を作った堀内恒夫など、V9戦士が監督をつとめたチームの特色は様々であった。
またV9以後、巨人は日本シリーズを連覇したことがない。
セ・リーグに限ると、巨人のV9以降のリーグ連覇は3連覇が最高で、これまでに3度ある（2007年〜2009年・2012年〜2014年の巨人、2016年〜2018年の広島）。ただし、日本シリーズを連覇したのは1979年〜1980年の広島の2連覇だけである。
パ・リーグでは、ソフトバンクは2020年に巨人V9以来の日本シリーズ4連覇を達成し、パ・リーグで初めて同一球団での4連覇が発生した。なお、パ・リーグ自体も2013年に楽天が日本シリーズで巨人に勝利して以降、2020年までパ・リーグ勢が8連覇を果たした。そのうち6勝がソフトバンクによるものであり、2016年も日本ハムが勝利している。2021年はオリックスが勝利すればパ・リーグ勢の9連覇となり「V9」と並ぶタイ記録だったが、ヤクルトに敗退したため、実現しなかった。

## 年度別成績・主要オーダー
- 選手名の太字はベストナインに、斜体はダイヤモンドグラブ賞に（1972年以降）、それぞれ選出されたことを指す。
- 成績の太字はその部門でタイトルを獲得したことを指す。

### V1（1965年）
- 91勝47敗2分 勝率.659（ゲーム差-13.0） 打率.246（2位） 防御率2.54（2位） 日本シリーズ4勝1敗（対南海）

| 打順 | 守備 | 野手名   | 打席 | 試合 | 打率 | 本塁打 | 打点 | 盗塁 |
| ---- | ---- | -------- | ---- | ---- | ---- | ------ | ---- | ---- |
| 1    | 右   | 柴田勲   | 両   | 92   | .239 | 8      | 26   | 26   |
| 2    | 左   | 国松彰   | 左   | 136  | .259 | 11     | 39   | 15   |
| 3    | 一   | 王貞治   | 左   | 135  | .322 | 42     | 104  | 2    |
| 4    | 三   | 長嶋茂雄 | 右   | 131  | .300 | 17     | 80   | 2    |
| 5    | 捕   | 森昌彦   | 左   | 135  | .277 | 5      | 58   | 2    |
| 6    | 中   | 吉田勝豊 | 右   | 133  | .264 | 7      | 44   | 7    |
| 7    | 二   | 須藤豊   | 右   | 98   | .231 | 1      | 19   | 3    |
| 8    | 遊   | 広岡達朗 | 右   | 103  | .229 | 1      | 25   | 10   |
| 控   | 内   | 土井正三 | 右   | 105  | .249 | 0      | 19   | 15   |
| 控   | 内   | 船田和英 | 右   | 78   | .222 | 2      | 14   | 5    |
| 控   | 内   | 塩原明   | 右   | 75   | .245 | 1      | 12   | 0    |
| 控   | 外   | 関根潤三 | 左   | 90   | .241 | 3      | 20   | 1    |
| 控   | 外   | 相羽欣厚 | 右   | 73   | .271 | 4      | 17   | 6    |

| 投法 | 投手名     | 試合 | 先発 | 救援 | 投球回 | 勝 | 敗 | 防御率 |
| ---- | ---------- | ---- | ---- | ---- | ------ | -- | -- | ------ |
| 右   | 城之内邦雄 | 52   | 40   | 12   | 258    | 21 | 12 | 2.44   |
| 右   | 中村稔     | 45   | 29   | 16   | 220.1  | 20 | 4  | 2.21   |
| 右   | 宮田征典   | 69   | 2    | 67   | 164.2  | 20 | 5  | 2.07   |
| 左   | 金田正一   | 28   | 17   | 11   | 141.2  | 11 | 6  | 1.84   |
| 右   | 高橋明     | 32   | 22   | 10   | 136    | 4  | 7  | 3.11   |
| 右   | 北川芳男   | 40   | 4    | 36   | 83     | 3  | 3  | 2.93   |
| 左   | 益田昭雄   | 33   | 6    | 27   | 76     | 4  | 1  | 2.01   |
| 左   | 伊藤芳明   | 23   | 13   | 10   | 66.2   | 2  | 5  | 4.16   |
| 右   | 種部儀康   | 33   | 1    | 32   | 61.1   | 4  | 1  | 2.51   |

- シーズンMVP…王貞治
- 前年に藤田元司が引退して1973年まで一軍投手コーチを務めるようになった。一方で、金田（元国鉄）・吉田（元東映）・関根（元近鉄）ら移籍組の活躍や、連日のロングリリーフ起用によく応えた「8時半の男」宮田、20勝を挙げた城之内・中村の力投で、藤田の穴が埋まった以上に、各投手が大きな結果を残したシーズンとなった。
- この頃はまだ二遊間が固定されておらず、二塁は須藤・船田・塩原の併用、遊撃は前年のトレード騒動で出場機会の減った広岡に新人の土井が挑む構図だった。
- 5月末に長嶋が史上最速で通算200号を達成、9月には王が通算200号を打ち最速記録を更新した。
- この年、土井正三・末次民夫・吉田孝司らが入団、投手では高橋一三・倉田誠を獲得。
- 日本シリーズでは鶴岡一人の南海が相手。長嶋が2本塁打を放ってMVPを獲得。

### V2（1966年）
- 89勝41敗4分 勝率.685（ゲーム差-13.0） 打率.243（3位） 防御率2.24（1位） 日本シリーズ4勝2敗（対南海）

| 打順 | 守備 | 野手名   | 打席 | 試合 | 打率 | 本塁打 | 打点 | 盗塁 |
| ---- | ---- | -------- | ---- | ---- | ---- | ------ | ---- | ---- |
| 1    | 中   | 柴田勲   | 両   | 114  | .251 | 7      | 25   | 46   |
| 2    | 二   | 土井正三 | 右   | 129  | .245 | 5      | 39   | 14   |
| 3    | 一   | 王貞治   | 左   | 129  | .311 | 48     | 116  | 9    |
| 4    | 三   | 長嶋茂雄 | 右   | 128  | .344 | 26     | 105  | 14   |
| 5    | 捕   | 森昌彦   | 左   | 125  | .242 | 5      | 62   | 1    |
| 6    | 右   | 国松彰   | 左   | 116  | .272 | 6      | 44   | 12   |
| 7    | 左   | 柳田利夫 | 右   | 96   | .206 | 5      | 18   | 3    |
| 8    | 遊   | 黒江透修 | 右   | 91   | .244 | 2      | 17   | 21   |
| 控   | 内   | 千田啓介 | 右   | 80   | .180 | 0      | 8    | 10   |
| 控   | 外   | 末次民夫 | 右   | 76   | .235 | 3      | 18   | 6    |
| 控   | 外   | 吉田勝豊 | 右   | 78   | .207 | 1      | 12   | 1    |

| 投法 | 投手名     | 試合 | 先発 | 救援 | 投球回 | 勝 | 敗 | 防御率 |
| ---- | ---------- | ---- | ---- | ---- | ------ | -- | -- | ------ |
| 右   | 城之内邦雄 | 40   | 35   | 5    | 282    | 21 | 8  | 2.01   |
| 右   | 堀内恒夫   | 33   | 22   | 11   | 181    | 16 | 2  | 1.39   |
| 右   | 中村稔     | 32   | 26   | 6    | 177    | 11 | 7  | 2.64   |
| 右   | 渡辺秀武   | 42   | 14   | 28   | 154.1  | 13 | 6  | 2.34   |
| 左   | 金田正一   | 19   | 12   | 7    | 84.1   | 4  | 6  | 3.43   |
| 左   | 高橋一三   | 19   | 10   | 9    | 74.2   | 6  | 5  | 2.16   |
| 左   | 益田昭雄   | 30   | 5    | 25   | 58.1   | 4  | 1  | 2.79   |
| 右   | 宮本洋二郎 | 22   | 0    | 22   | 53     | 2  | 1  | 2.04   |
| 右   | 高橋明     | 14   | 3    | 11   | 44.1   | 3  | 0  | 2.45   |
| 右   | 宮田征典   | 15   | 0    | 15   | 33.2   | 5  | 3  | 2.12   |
| 右   | 種部儀康   | 20   | 0    | 20   | 33.1   | 2  | 0  | 0.82   |

- シーズンMVP…長嶋茂雄　沢村賞・新人王…堀内恒夫
- ドラフト1位ルーキー堀内恒夫が開幕13連勝を記録。防御率1位も獲得。
- 8月に11連勝をした時点で65勝24敗3分と勝率が.730に達した。
- 堀内と2年目の高橋一三の後に二枚看板として君臨する2人が不振の金田の穴を埋めて余りある活躍を見せた。
- 遊撃からコンバートされた土井、千田との競争に勝った黒江が二遊間のレギュラーに定着し、V9期の内野レギュラー陣が出そろった。一方でこの年に広岡が引退した。
- 長嶋が川上監督に並ぶ5度目の首位打者を獲得しMVP。王が本塁打王・打点王の2冠。柴田が初の盗塁王に輝く。
- この年は、V9期間中でも最も高い勝率を挙げた年となった（.685）。
- 日本シリーズでは2年連続で鶴岡一人の南海を相手に4勝2敗。柴田勲が打率.565を打ってMVPに輝く。

### V3（1967年）
- 84勝46敗4分 勝率.646（ゲーム差-12.0） 打率.265（1位） 防御率2.87（2位） 日本シリーズ4勝2敗（対阪急）

| 打順 | 守備 | 野手名     | 打席 | 試合 | 打率 | 本塁打 | 打点 | 盗塁 |
| ---- | ---- | ---------- | ---- | ---- | ---- | ------ | ---- | ---- |
| 1    | 中   | 柴田勲     | 両   | 126  | .287 | 18     | 50   | 70   |
| 2    | 二   | 土井正三   | 右   | 131  | .289 | 9      | 34   | 19   |
| 3    | 一   | 王貞治     | 左   | 133  | .326 | 47     | 108  | 3    |
| 4    | 三   | 長嶋茂雄   | 右   | 122  | .283 | 19     | 77   | 2    |
| 5    | 左   | 高倉照幸   | 右   | 73   | .274 | 15     | 44   | 1    |
| 6    | 右   | 国松彰     | 左   | 117  | .260 | 8      | 38   | 6    |
| 7    | 遊   | 黒江透修   | 右   | 129  | .278 | 9      | 49   | 10   |
| 8    | 捕   | 森昌彦     | 左   | 109  | .278 | 6      | 31   | 3    |
| 控   | 捕   | 大橋勲     | 右   | 60   | .274 | 1      | 11   | 0    |
| 控   | 外   | 田中久寿男 | 右   | 74   | .291 | 8      | 24   | 1    |
| 控   | 外   | 森永勝也   | 左   | 83   | .245 | 3      | 15   | 0    |
| 控   | 外   | 末次民夫   | 右   | 77   | .244 | 5      | 13   | 3    |
| 控   | 外   | 相羽欣厚   | 右   | 80   | .246 | 2      | 8    | 3    |

| 投法 | 投手名     | 試合 | 先発 | 救援 | 投球回 | 勝 | 敗 | 防御率 |
| ---- | ---------- | ---- | ---- | ---- | ------ | -- | -- | ------ |
| 右   | 城之内邦雄 | 33   | 33   | 0    | 227    | 17 | 8  | 2.58   |
| 左   | 金田正一   | 33   | 22   | 11   | 170    | 16 | 5  | 2.28   |
| 右   | 渡辺秀武   | 34   | 18   | 16   | 159.1  | 13 | 6  | 2.55   |
| 右   | 堀内恒夫   | 23   | 16   | 7    | 149    | 12 | 2  | 2.17   |
| 右   | 菅原勝矢   | 32   | 16   | 16   | 144    | 11 | 4  | 2.75   |
| 左   | 高橋一三   | 28   | 15   | 13   | 104.1  | 6  | 7  | 3.12   |
| 右   | 中村稔     | 33   | 9    | 24   | 88.1   | 4  | 8  | 3.99   |
| 右   | 高橋明     | 24   | 2    | 22   | 55.2   | 1  | 0  | 4.02   |
| 右   | 宮田征典   | 28   | 0    | 28   | 38.1   | 2  | 5  | 5.21   |
| 右   | 種部儀康   | 19   | 0    | 19   | 34     | 0  | 0  | 3.44   |

- シーズンMVP…王貞治
- 4月に6連勝、その後高倉照幸が大活躍して13連勝。5月24日時点で24勝5敗と勝率が8割を突破。8月には12連勝。
- 10月10日には堀内恒夫がノーヒットノーランを達成。
- 土井正三の成長が著しく、柴田が70盗塁を記録。
- 長嶋の不振を全員野球でカバー。レギュラー不在の左翼は高倉・森永・田中ら移籍組が交代で務めた。
- 先発投手陣の5人が規定投球回数・防御率2点台・二桁勝利を達成するなど安定した働きで優勝に貢献した。
- 球団初の3年連続のゲーム差二桁差での優勝。
- この年江夏豊、平松政次と巨人キラーがデビューした。
- 日本シリーズではパ・リーグ初優勝の西本監督の阪急が相手。阪急のダリル・スペンサー、足立光宏が活躍し苦戦するも第6戦にONアベックホームランで巨人が圧倒し優勝。インサイドワークが光った森昌彦がMVPを獲得。

### V4（1968年）
- 77勝53敗4分 勝率.592（ゲーム差-5.0） 打率.262（1位） 防御率3.35（4位） 日本シリーズ4勝2敗（対阪急）

| 打順 | 守備 | 野手名   | 打席 | 試合 | 打率 | 本塁打 | 打点 | 盗塁 |
| ---- | ---- | -------- | ---- | ---- | ---- | ------ | ---- | ---- |
| 1    | 左   | 高田繁   | 右   | 120  | .301 | 9      | 30   | 23   |
| 2    | 二   | 土井正三 | 右   | 124  | .293 | 3      | 47   | 21   |
| 3    | 一   | 王貞治   | 左   | 131  | .326 | 49     | 119  | 5    |
| 4    | 三   | 長嶋茂雄 | 右   | 131  | .318 | 39     | 125  | 8    |
| 5    | 中   | 柴田勲   | 右   | 130  | .258 | 26     | 86   | 37   |
| 6    | 右   | 国松彰   | 左   | 117  | .256 | 12     | 58   | 2    |
| 7    | 捕   | 森昌彦   | 左   | 127  | .228 | 11     | 46   | 2    |
| 8    | 遊   | 黒江透修 | 右   | 129  | .284 | 7      | 37   | 16   |
| 控   | 内   | 千田啓介 | 右   | 59   | .250 | 0      | 1    | 10   |
| 控   | 外   | 末次民夫 | 右   | 111  | .247 | 5      | 21   | 5    |

| 投法 | 投手名     | 試合 | 先発 | 救援 | 投球回 | 勝 | 敗 | 防御率 |
| ---- | ---------- | ---- | ---- | ---- | ------ | -- | -- | ------ |
| 右   | 堀内恒夫   | 40   | 29   | 11   | 206.2  | 17 | 10 | 3.30   |
| 右   | 城之内邦雄 | 30   | 26   | 4    | 162    | 11 | 7  | 3.06   |
| 右   | 高橋明     | 37   | 14   | 23   | 155    | 9  | 8  | 2.90   |
| 左   | 金田正一   | 32   | 19   | 13   | 138.1  | 11 | 10 | 3.46   |
| 左   | 高橋一三   | 48   | 10   | 38   | 126.1  | 7  | 3  | 2.50   |
| 右   | 倉田誠     | 21   | 15   | 6    | 96.2   | 6  | 5  | 3.34   |
| 右   | 菅原勝矢   | 22   | 7    | 15   | 72     | 4  | 1  | 4.25   |
| 右   | 中村稔     | 25   | 3    | 22   | 69.1   | 5  | 3  | 3.39   |
| 右   | 宮田征典   | 30   | 0    | 30   | 56     | 3  | 2  | 3.38   |
| 右   | 渡辺秀武   | 21   | 6    | 15   | 50.2   | 1  | 3  | 4.41   |

- シーズンMVP…長嶋茂雄　新人王…高田繁
- 5月1日から10連勝するも6月に7連敗を喫する。
- 9月8日には阪神が0.5ゲーム差まで急接近するもジーン・バッキーの離脱もあり失速。
- ドラフト1位ルーキーの高田が左翼に収まり、野手陣はほぼ固定に。柴田は右打席に専念。
- 王、長嶋で打撃三大タイトルを独占しただけでなく、セ･リーグ打率ランキングの1、2位も独占。ONアベック本塁打も1シーズン最多の14回を記録。両者共に充実したという点ではこの年が最高だったと言える。
- 投手陣はやや精彩を欠いたものの、高橋一三が先発・中継ぎ・抑えにフル回転して穴を埋めた。
- 1、2番打者がなかなか固定できずにいた年だった。
- 日本シリーズでは昨年と同じく西本阪急が相手。1番で13出塁し8得点を上げた高田繁がMVPに選ばれる。
- この1968年のドラフトは山本浩二・星野仙一・田淵幸一・山田久志・福本豊などプロ野球史上屈指の大豊作の年だったが巨人の入団選手は誰一人レギュラーを掴めなかった。

### V5（1969年）
- 73勝51敗6分 勝率.589（ゲーム差-6.5） 打率.263（1位） 防御率3.30（5位） 日本シリーズ4勝2敗（対阪急）

| 打順 | 守備 | 野手名   | 打席 | 試合 | 打率 | 本塁打 | 打点 | 盗塁 |
| ---- | ---- | -------- | ---- | ---- | ---- | ------ | ---- | ---- |
| 1    | 左   | 高田繁   | 右   | 120  | .294 | 12     | 46   | 12   |
| 2    | 二   | 土井正三 | 右   | 129  | .270 | 6      | 42   | 10   |
| 3    | 一   | 王貞治   | 左   | 130  | .345 | 44     | 103  | 5    |
| 4    | 三   | 長嶋茂雄 | 右   | 126  | .311 | 32     | 115  | 8    |
| 5    | 遊   | 黒江透修 | 右   | 130  | .293 | 7      | 63   | 8    |
| 6    | 中   | 柴田勲   | 両   | 111  | .229 | 9      | 32   | 35   |
| 7    | 右   | 末次民夫 | 右   | 118  | .257 | 9      | 40   | 4    |
| 8    | 捕   | 森昌彦   | 左   | 115  | .256 | 8      | 39   | 0    |
| 控   | 捕   | 吉田孝司 | 右   | 56   | .233 | 2      | 7    | 1    |
| 控   | 外   | 国松彰   | 左   | 113  | .227 | 5      | 26   | 2    |
| 控   | 外   | 槌田誠   | 右   | 49   | .267 | 3      | 15   | 3    |

| 投法 | 投手名     | 試合 | 先発 | 救援 | 投球回 | 勝 | 敗 | 防御率 |
| ---- | ---------- | ---- | ---- | ---- | ------ | -- | -- | ------ |
| 左   | 高橋一三   | 45   | 27   | 18   | 256    | 22 | 5  | 2.21   |
| 右   | 堀内恒夫   | 41   | 29   | 12   | 236.2  | 14 | 13 | 3.11   |
| 右   | 渡辺秀武   | 30   | 16   | 14   | 134.1  | 10 | 8  | 3.36   |
| 右   | 城之内邦雄 | 20   | 19   | 1    | 120.1  | 4  | 5  | 4.13   |
| 右   | 高橋明     | 32   | 9    | 23   | 111.2  | 10 | 5  | 3.54   |
| 右   | 若生忠男   | 23   | 8    | 15   | 77.2   | 3  | 3  | 3.00   |
| 右   | 田中章     | 32   | 2    | 33   | 73.1   | 3  | 3  | 2.96   |
| 左   | 金田正一   | 18   | 11   | 7    | 72.1   | 5  | 4  | 4.25   |

- シーズンMVP…王貞治　沢村賞…高橋一三
- 5月のはじめは5位だったのが、この頃から定番となった「巨人の5月攻勢」で地道に3連勝、4連勝を積み重ね6月2日に首位に経つと以降転落すること無く123試合目に優勝。
- ONの前後に悩み、柴田をスイッチに戻したり全打順を打たせたり、高田繁・土井正三もほとんどの打順が試されるなど試行錯誤をしていた。
- 10月10日には金田正一が史上初の400勝を達成。18日は王貞治が通算400号を放つ。
- 高橋一三が左のエースに成長。右の堀内と共に二枚看板として先発・抑えに活躍し、沢村賞に選出された。金田引退。また、V9時代前半を支えた宮田・中村も同時に引退。
- 野手陣では末次が台頭し、国松から右翼のポジションを奪取。これによりV9メンバーの原型が完成した。
- 日本シリーズではまたしても西本阪急。第4戦で土井正三の奇跡のホームインもあり4勝2敗で優勝。3本塁打の長嶋がMVPに選ばれた。

### V6（1970年）
- 79勝47敗4分 勝率.627（ゲーム差-2.0） 打率.240（3位） 防御率2.46（2位） 日本シリーズ4勝1敗（対ロッテ）

| 打順 | 守備 | 野手名   | 打席 | 試合 | 打率 | 本塁打 | 打点 | 盗塁 |
| ---- | ---- | -------- | ---- | ---- | ---- | ------ | ---- | ---- |
| 1    | 左   | 高田繁   | 右   | 130  | .262 | 10     | 26   | 24   |
| 2    | 中   | 柴田勲   | 両   | 128  | .256 | 9      | 40   | 22   |
| 3    | 一   | 王貞治   | 左   | 129  | .325 | 47     | 93   | 1    |
| 4    | 三   | 長嶋茂雄 | 右   | 127  | .269 | 22     | 105  | 1    |
| 5    | 遊   | 黒江透修 | 右   | 123  | .254 | 10     | 48   | 7    |
| 6    | 右   | 末次民夫 | 右   | 124  | .249 | 12     | 43   | 4    |
| 7    | 捕   | 森昌彦   | 左   | 97   | .210 | 0      | 15   | 0    |
| 8    | 二   | 土井正三 | 右   | 113  | .251 | 5      | 19   | 10   |
| 控   | 捕   | 吉田孝司 | 右   | 79   | .178 | 3      | 17   | 0    |
| 控   | 内   | 滝安治   | 右   | 99   | .217 | 4      | 17   | 2    |
| 控   | 外   | 国松彰   | 左   | 77   | .201 | 3      | 16   | 1    |

| 投法 | 投手名     | 試合 | 先発 | 救援 | 投球回 | 勝 | 敗 | 防御率 |
| ---- | ---------- | ---- | ---- | ---- | ------ | -- | -- | ------ |
| 右   | 堀内恒夫   | 42   | 34   | 8    | 282.2  | 18 | 10 | 2.07   |
| 右   | 渡辺秀武   | 42   | 31   | 11   | 260.1  | 23 | 8  | 2.53   |
| 左   | 高橋一三   | 35   | 32   | 3    | 215    | 12 | 10 | 2.97   |
| 右   | 城之内邦雄 | 21   | 20   | 1    | 118    | 7  | 6  | 2.97   |
| 右   | 山内新一   | 41   | 3    | 38   | 111.1  | 8  | 4  | 1.78   |
| 右   | 倉田誠     | 23   | 1    | 17   | 46.1   | 5  | 2  | 0.98   |
| 右   | 松原明夫   | 11   | 6    | 5    | 40.2   | 0  | 3  | 3.07   |
| 右   | 田中章     | 20   | 0    | 20   | 37     | 1  | 0  | 2.68   |
| 右   | 高橋明     | 19   | 1    | 18   | 33.2   | 1  | 0  | 2.12   |

- シーズンMVP…王貞治
- 9月には2位と6.5ゲーム差をつけるも、2位阪神が10月7日に同率首位に並ぶ。しかし巨人は甲子園を勝ち越しペナントレース最後の6試合を全勝、2ゲーム差で優勝を飾る。
- 王貞治の本塁打がハイペースで進み、6月に5試合連続を含む15本塁打の月間新を記録。47本塁打を放って8年連続40本塁打の世界新記録を打ち立てる。
- 堀内・高橋一三に渡辺を加えた三本柱が46完投、758イニングの力投。シーズン全イニングの約2/3にわたりマウンドを守った。
- 末次が右翼に定着し、V9前期を支えた国松はこの年限りで引退。森と土井に不調が目立ち、吉田や滝がスタメンを張ることもあった。

### V7（1971年）
- 70勝52敗8分 勝率.574（ゲーム差-6.5） 打率.253（1位） 防御率2.94（3位） 日本シリーズ4勝1敗（対阪急）

| 打順 | 守備 | 野手名   | 打席 | 試合 | 打率 | 本塁打 | 打点 | 盗塁 |
| ---- | ---- | -------- | ---- | ---- | ---- | ------ | ---- | ---- |
| 1    | 中   | 柴田勲   | 両   | 119  | .282 | 3      | 32   | 35   |
| 2    | 遊   | 黒江透修 | 右   | 124  | .278 | 6      | 42   | 22   |
| 3    | 一   | 王貞治   | 左   | 130  | .276 | 39     | 101  | 8    |
| 4    | 三   | 長嶋茂雄 | 右   | 130  | .320 | 34     | 86   | 4    |
| 5    | 左   | 高田繁   | 右   | 127  | .270 | 11     | 51   | 38   |
| 6    | 右   | 末次民夫 | 右   | 92   | .311 | 4      | 29   | 5    |
| 7    | 二   | 土井正三 | 右   | 108  | .222 | 3      | 21   | 14   |
| 8    | 捕   | 森昌彦   | 左   | 95   | .215 | 4      | 22   | 1    |
| 控   | 捕   | 阿野鉱二 | 右   | 49   | .218 | 3      | 12   | 1    |
| 控   | 内   | 上田武司 | 右   | 79   | .262 | 2      | 15   | 6    |
| 控   | 外   | 広野功   | 左   | 76   | .255 | 4      | 22   | 0    |
| 控   | 外   | 柳田俊郎 | 左   | 67   | .284 | 4      | 23   | 3    |

| 投法 | 投手名     | 試合 | 先発 | 救援 | 投球回 | 勝 | 敗 | 防御率 |
| ---- | ---------- | ---- | ---- | ---- | ------ | -- | -- | ------ |
| 左   | 高橋一三   | 41   | 27   | 14   | 226.2  | 14 | 7  | 2.93   |
| 右   | 堀内恒夫   | 40   | 33   | 7    | 226    | 14 | 8  | 3.11   |
| 右   | 渡辺秀武   | 38   | 27   | 11   | 207    | 10 | 12 | 3.26   |
| 右   | 関本四十四 | 35   | 19   | 16   | 146.2  | 10 | 11 | 2.14   |
| 右   | 倉田誠     | 44   | 2    | 42   | 89.2   | 5  | 4  | 2.50   |
| 右   | 菅原勝矢   | 25   | 7    | 18   | 78.2   | 4  | 0  | 2.51   |
| 右   | 山内新一   | 33   | 2    | 31   | 68.2   | 5  | 5  | 3.00   |
| 左   | 新浦寿夫   | 19   | 10   | 9    | 58.1   | 4  | 3  | 2.02   |

- シーズンMVP…長嶋茂雄　新人王…関本四十四
- 4月、5月にかけての12連勝。7月以降は31勝30敗4分ながら6月までの貯金が効いて優勝。125試合目（9月23日）での優勝はV9最短。
- 投手陣は堀内・高橋・渡辺の三本柱が健在。4年目の関本が10勝で新人王、同じく4年目の新浦も活躍。なおこの年をもって城之内が引退。
- 土井が引き続き不調で二塁黒江・遊撃上田という布陣も見られるように。死球による故障で一時期離脱した末次の穴は広野・柳田らが埋めた。
- 日本シリーズでは福本豊・山田久志などの阪急。巨人は福本に1盗塁3盗塁死に封じ、第3戦では王が山田からサヨナラ3ランを放ち、前評判を覆して4勝1敗で勝利。

### V8（1972年）
- 74勝52敗4分 勝率.587（ゲーム差-3.5） 打率.254（1位） 防御率3.43（3位） 日本シリーズ4勝1敗（対阪急）

| 打順 | 守備 | 野手名   | 打席 | 試合 | 打率 | 本塁打 | 打点 | 盗塁 |
| ---- | ---- | -------- | ---- | ---- | ---- | ------ | ---- | ---- |
| 1    | 左   | 高田繁   | 右   | 128  | .281 | 19     | 62   | 19   |
| 2    | 中   | 柴田勲   | 両   | 128  | .293 | 6      | 28   | 45   |
| 3    | 一   | 王貞治   | 左   | 130  | .296 | 48     | 120  | 2    |
| 4    | 三   | 長嶋茂雄 | 右   | 125  | .266 | 27     | 92   | 3    |
| 5    | 右   | 末次民夫 | 右   | 115  | .283 | 21     | 63   | 1    |
| 6    | 遊   | 黒江透修 | 右   | 127  | .275 | 7      | 52   | 16   |
| 7    | 二   | 土井正三 | 右   | 123  | .270 | 8      | 37   | 9    |
| 8    | 捕   | 森昌彦   | 左   | 120  | .210 | 4      | 33   | 0    |
| 控   | 捕   | 吉田孝司 | 右   | 56   | .284 | 3      | 9    | 0    |
| 控   | 内   | 滝安治   | 右   | 63   | .219 | 2      | 8    | 2    |
| 控   | 外   | 柳田俊郎 | 左   | 67   | .212 | 4      | 12   | 1    |

| 投法 | 投手名     | 試合 | 先発 | 救援 | 投球回 | 勝 | 敗 | 防御率 |
| ---- | ---------- | ---- | ---- | ---- | ------ | -- | -- | ------ |
| 右   | 堀内恒夫   | 48   | 34   | 14   | 312    | 26 | 9  | 2.91   |
| 左   | 高橋一三   | 43   | 30   | 13   | 214.1  | 12 | 11 | 2.99   |
| 右   | 渡辺秀武   | 39   | 23   | 16   | 196.1  | 10 | 11 | 3.17   |
| 右   | 倉田誠     | 36   | 10   | 26   | 104.2  | 4  | 4  | 4.71   |
| 右   | 菅原勝矢   | 33   | 7    | 26   | 103.2  | 13 | 2  | 2.42   |
| 右   | 関本四十四 | 23   | 10   | 13   | 70.2   | 2  | 6  | 4.31   |
| 左   | 小坂敏彦   | 23   | 8    | 15   | 70     | 4  | 4  | 3.86   |
| 右   | 秋本祐作   | 19   | 1    | 18   | 30     | 2  | 1  | 3.00   |

- シーズンMVP…堀内恒夫
- 8月までに阪神と並ばれるも9月にかけて9連勝し首位。
- 堀内が300イニングを超える力投でMVP獲得。V9期間中、王・長嶋以外では唯一のMVP受賞である。高橋・渡辺・菅原も10勝を挙げた。
- 6月には長嶋が通算400号を記録。9月には王が7試合連続本塁打（9発）の日本新を記録。
- 野手陣はほぼ8人固定であり、控えで最も出場機会の多い柳田と投手の堀内の打数がほぼ同じという状態だった。
- 阪急との日本シリーズでは5戦目にONアベックホームランのあとさらに黒江、森にホームランが飛び出し逆転勝利。4勝1敗で優勝。
- 野手の主力メンバーの平均年齢が31歳を超え、王は5月に不振、36歳の長嶋は死球骨折、ふくらはぎを痛めて離脱など巨人も落ち気味と囁かれた。

### V9（1973年）
- 66勝60敗4分 勝率.524（ゲーム差-0.5） 打率.253（1位） 防御率3.25（5位） 日本シリーズ4勝1敗（対南海）

| 打順 | 守備 | 野手名   | 打席 | 試合 | 打率 | 本塁打 | 打点 | 盗塁 |
| ---- | ---- | -------- | ---- | ---- | ---- | ------ | ---- | ---- |
| 1    | 中   | 柴田勲   | 両   | 125  | .277 | 6      | 34   | 24   |
| 2    | 二   | 土井正三 | 右   | 105  | .262 | 5      | 31   | 1    |
| 3    | 一   | 王貞治   | 左   | 130  | .355 | 51     | 114  | 2    |
| 4    | 三   | 長嶋茂雄 | 右   | 127  | .269 | 20     | 76   | 3    |
| 5    | 左   | 高田繁   | 右   | 121  | .251 | 14     | 42   | 18   |
| 6    | 右   | 末次民夫 | 右   | 126  | .262 | 13     | 59   | 6    |
| 7    | 遊   | 黒江透修 | 右   | 111  | .246 | 8      | 47   | 10   |
| 8    | 捕   | 森昌彦   | 左   | 97   | .220 | 3      | 19   | 1    |
| 控   | 捕   | 吉田孝司 | 右   | 85   | .267 | 5      | 20   | 0    |
| 控   | 内   | 上田武司 | 右   | 93   | .228 | 2      | 17   | 1    |
| 控   | 外   | 柳田俊郎 | 左   | 73   | .293 | 9      | 24   | 4    |

| 投法 | 投手名     | 試合 | 先発 | 救援 | 投球回 | 勝 | 敗 | 防御率 |
| ---- | ---------- | ---- | ---- | ---- | ------ | -- | -- | ------ |
| 左   | 高橋一三   | 45   | 37   | 8    | 306.1  | 23 | 13 | 2.21   |
| 右   | 堀内恒夫   | 39   | 33   | 6    | 221    | 12 | 17 | 4.52   |
| 右   | 倉田誠     | 49   | 11   | 38   | 187.1  | 18 | 9  | 2.74   |
| 左   | 関本四十四 | 38   | 18   | 20   | 140    | 4  | 10 | 3.41   |
| 左   | 新浦寿夫   | 21   | 17   | 4    | 83.2   | 3  | 3  | 3.43   |
| 右   | 高橋善正   | 25   | 9    | 16   | 70.1   | 1  | 5  | 3.47   |
| 右   | 小川邦和   | 32   | 0    | 32   | 57.2   | 3  | 0  | 3.26   |

- シーズンMVP…王貞治　沢村賞…高橋一三
- 中日戦に8連敗し5月を終えた時点で勝率が4割台。しかし7月5日に5割に復帰し8月には3位に浮上。8月末から5連勝して首位に躍り出るも9月1日時点首位から6位までがわずか3ゲーム差の混戦状態。10月22日0.5ゲーム差で巨人阪神が激突した甲子園最終決戦では9対0で巨人が圧勝。
- 前年の反動で不振の堀内に代わり、高橋一三が大車輪の活躍で沢村賞獲得。倉田もリリーフ中心で18勝を挙げた。また、前述の堀内や関本・高橋善の不振が目立つ一方、新浦・小川らの若手が台頭した年でもあった。
- 長嶋や森といったベテラン野手陣の衰えが顕著に。王が初の三冠王と気勢を上げたもののチームは苦戦し、優勝が決まったのはシーズン最終戦だった。
- 南海との日本シリーズでは堀内恒夫が2勝2本塁打と大活躍してMVPを獲得。
- この年をもって藤田が一軍投手コーチを退任し、スカウトに配置転換となった。

### 1974年
- 71勝50敗9分 勝率.587 （2位　ゲーム差0.0）
- この年をもって長嶋、森が引退、また川上監督と藤田スカウトも辞任した。

## エピソード
V8（1972年）とV9（1973年）のリーグ優勝は阪神甲子園球場で達成されたが、阪神ファンがグラウンドに雪崩れ込んだため球場での胴上げは中止となった（1973年のリーグ優勝決定試合のスコアはs:1973年セ・リーグの最終決戦参照）。
本拠地の後楽園球場で胴上げが行われたのは1966年・1968年・1969年・1971年の4回で、1965年・1967年は2位の中日が負けて優勝、1970年は中日球場で優勝を決めた。
V9の期間中も観客数の増加傾向は続いていたが、シーズンによっては観客数が落ち込んだこともあり、それまでより観客数の増加ペースは落ちていた。また、V9の期間中、関東地区におけるテレビ視聴率は低下傾向であり、1970年代後半以降より視聴率は低かった。
1992年の新浦壽夫（最終所属ヤクルト）を最後に、V9を経験した選手は全て引退した。